# Deuxième circonscription de la préfecture de Shiga
La deuxième circonscription de la préfecture de Shiga (滋賀県第2区, Shiga-ken dai-ni-ku) est l'une des quatre circonscriptions législatives que compte la préfecture de Shiga au Japon. Cette circonscription comptait 263 468 électeurs en date du 1er septembre 2021.

## Description géographique
La deuxième circonscription de la préfecture de Shiga regroupe les villes de Hikone, Nagahama et Maibara avec une partie de Higashiōmi et les districts d'Echi et Inukami.

## Députés
| Législature | Début de mandat | Fin de mandat | Député élu           |  | Parti politique |
| ----------- | --------------- | ------------- | -------------------- |  | --------------- |
| 41e         | 1996            | 2000          | Masayoshi Takemura   |  | NPS             |
| 42e         | 2000            | 2001          | Akira Konishi (ja)   |  | PLD             |
| 42e         | 2001            | 2003          | Osamu Konishi (ja)   |  | PLD             |
| 43e         | 2003            | 2005          | Issei Tajima (ja)    |  | PDJ             |
| 44e         | 2005            | 2009          | Issei Tajima (ja)    |  | PDJ             |
| 45e         | 2009            | 2012          | Issei Tajima (ja)    |  | PDJ             |
| 46e         | 2012            | 2014          | Ken'ichirō Ueno (ja) |  | PLD             |
| 47e         | 2014            | 2017          | Ken'ichirō Ueno (ja) |  | PLD             |
| 48e         | 2017            | 2021          | Ken'ichirō Ueno (ja) |  | PLD             |
| 49e         | 2021            | -             | Ken'ichirō Ueno (ja) |  | PLD             |